# Chrysometa columbicola
Chrysometa columbicola är en spindelart som beskrevs av Embrik Strand 1916. Chrysometa columbicola ingår i släktet Chrysometa och familjen käkspindlar.
Artens utbredningsområde är Colombia. Inga underarter finns listade i Catalogue of Life.